# Hannes Wader
Hannes Wader (nacido el 23 de junio de 1942) es un cantante y compositor alemán. Fue una figura importante en los círculos alemanes de izquierda de los años 1970 en adelante ya que sus canciones abarcan temas tales como la resistencia socialista y comunista a la opresión en Europa.

## Vida y trabajo
Wader nació en Bethel, cerca de Bielefeld (Provincia de Westfalia). Sus trabajos se basan principalmente en canciones populares alemanas. Aparte de sus propias letras, también usa otras obras de famosos poetas alemanes como Joseph von Eichendorff.
En 1973, se mudó a Struckum, en Nordfriesland, donde publicó algunos de sus últimos álbumes. En 1998, se mudó al distrito de Steinburg, Schleswig-Holstein, con su familia. Actualmente vive en Kassel.

## Discografía
- 1969: Hannes Wader singt … (Conträr Musik)
- 1971: Ich hatte mir noch so viel vorgenommen (Mercury)
- 1972: 7 Lieder (Mercury)
- 1974: Der Rattenfänger (Wader)|Der Rattenfänger (Mercury)
- 1974: Plattdeutsche Lieder (Mercury)
- 1975: Hannes Wader: Volkssänger (Mercury)
- 1976: Kleines Testament (Mercury)
- 1977: Hannes Wader singt Arbeiterlieder (Mercury)
- 1977: Floh de Cologne - Rotkäppchen (Pläne-ARIS)
- 1978: Hannes Wader singt Shanties (Mercury)
- 1979: Wieder unterwegs (Pläne-ARIS)
- 1980: Es ist an der Zeit (Pläne-ARIS)
- 1982: Dass nichts bleibt wie es war (Pläne-ARIS)
- 1983: Nicht nur ich allein (Pläne-ARIS)
- 1985: Glut am Horizont (Pläne-ARIS)
- 1986: Liebeslieder (Pläne-ARIS)
- 1987: Bis jetzt (Mercury)
- 1989: Nach Hamburg (Mercury)
- 1990: Hannes Wader singt Volkslieder (Mercury)
- 1991: Nie mehr zurück (Mercury)
- 1992: Schon so lang „'62 – '92“ (Mercury)
- 1992: Blick zurück – Das Beste aus den 80er Jahren (Pläne-ARIS)
- 1995: Zehn Lieder (Pläne-ARIS)
- 1996: Liebe, Schnaps, Tod – Wader singt Bellman (Pläne-ARIS)
- 1997: An dich hab ich gedacht – Wader singt Schubert (Pläne-ARIS)
- 1998: Auftritt: Hannes Wader (Pläne-ARIS)
- 1999: Der Poet (Mercury)
- 1999: Der Rebell (Mercury)
- 1999: Der Volkssänger (Mercury)
- 2001: Was für eine Nacht (Pläne)
- 2001: Wünsche (Pläne)
- 2003: Mey, Wader, Wecker – das Konzert (Pläne-ARIS)
- 2004: … und es wechseln die Zeiten (Pläne-ARIS)
- 2004: Wein auf Lebenszeit – Hannes Wader liest Kurt Kusenberg (Hörbuch) (Pläne-ARIS)
- 2005: Jahr für Jahr (Pläne-ARIS)
- 2006: Mal angenommen (Pläne-ARIS)
- 2007: Neue Bekannte (Pläne-ARIS)
- 2010: Kein Ende in Sicht (Sturm & Klang)
- 2012: Nah Dran (Mercury)
- 2013: Old Friends in Concert (Live-CD mit Allan Taylor) (Universal Music)